# ONE FC: Honor and Glory
ONE FC: Honor and Glory é um evento de artes marciais mistas promovido pelo ONE Fighting Championship, ocorrido em 30 de maio de 2014 no Estádio Interior de Singapura em Kallang, Singapura.

## Background
O evento contará com a estréia do lutador de topo americano e ex-Campeão Meio Médio do Bellator Ben Askren.

## Card Oficial
^ a: Chute genital não inadvertido.

## Ligações Externas
1. ↑  a[›]